# Vélines
Vélines (okzitanisch Velinas) ist eine südwestfranzösische Gemeinde mit 1058 Einwohnern (Stand 1. Januar 2022) im Département Dordogne in der Region Nouvelle-Aquitaine.

## Lage
Vélines liegt in einer Höhe von etwa 70 Metern ü. d. M. im Westen des Départements Dordogne. Die nächstgelegene größere Stadt ist das etwa 36 Kilometer (Fahrtstrecke) östlich gelegene Bergerac, der Hauptort des Arrondissements. An der westlichen Gemeindegrenze verläuft das Flüsschen Estrop.

## Bevölkerungsentwicklung
| Jahr      | 1962 | 1968 | 1975 | 1982 | 1990 | 1999 | 2006 | 2016 |
| Einwohner | 838  | 937  | 929  | 918  | 1068 | 1093 | 1164 | 1131 |

Auch im 19. Jahrhundert hatte die Gemeinde meist zwischen 700 und 900 Einwohner.

## Wirtschaft und Infrastruktur
In früheren Zeiten lebten die Einwohner der Gemeinde als Selbstversorger von der Landwirtschaft, zu der auch der Weinbau und ein wenig Viehwirtschaft gehörten. Bereits seit mittelalterlicher Zeit wurde ein Teil des in der Gegend produzierten Weines in Fässern und auf Flößen oder Lastkähnen über die Dordogne und die Häfen an der Gironde nach England verschifft. Die Böden des Gemeindegebietes gehören heute zum Weinbaugebiet Montravel, doch spielt die Vermietung von Ferienwohnungen (gîtes) ebenfalls eine wichtige Rolle im wirtschaftlichen Leben der Gemeinde.
Vélines hat einen Bahnhof an der Bahnstrecke Libourne–Buisson und wird im Regionalverkehr mit TER-Zügen zwischen Bordeaux-Saint-Jean einerseits sowie Bergerac und Sarlat-la-Canéda andererseits bedient.

## Geschichte
Die romanische Kirche lässt auf eine Besiedlung des Ortes spätestens seit dem Mittelalter schließen. Der alte Ortsname lautete Montrevel.

## Sehenswürdigkeiten

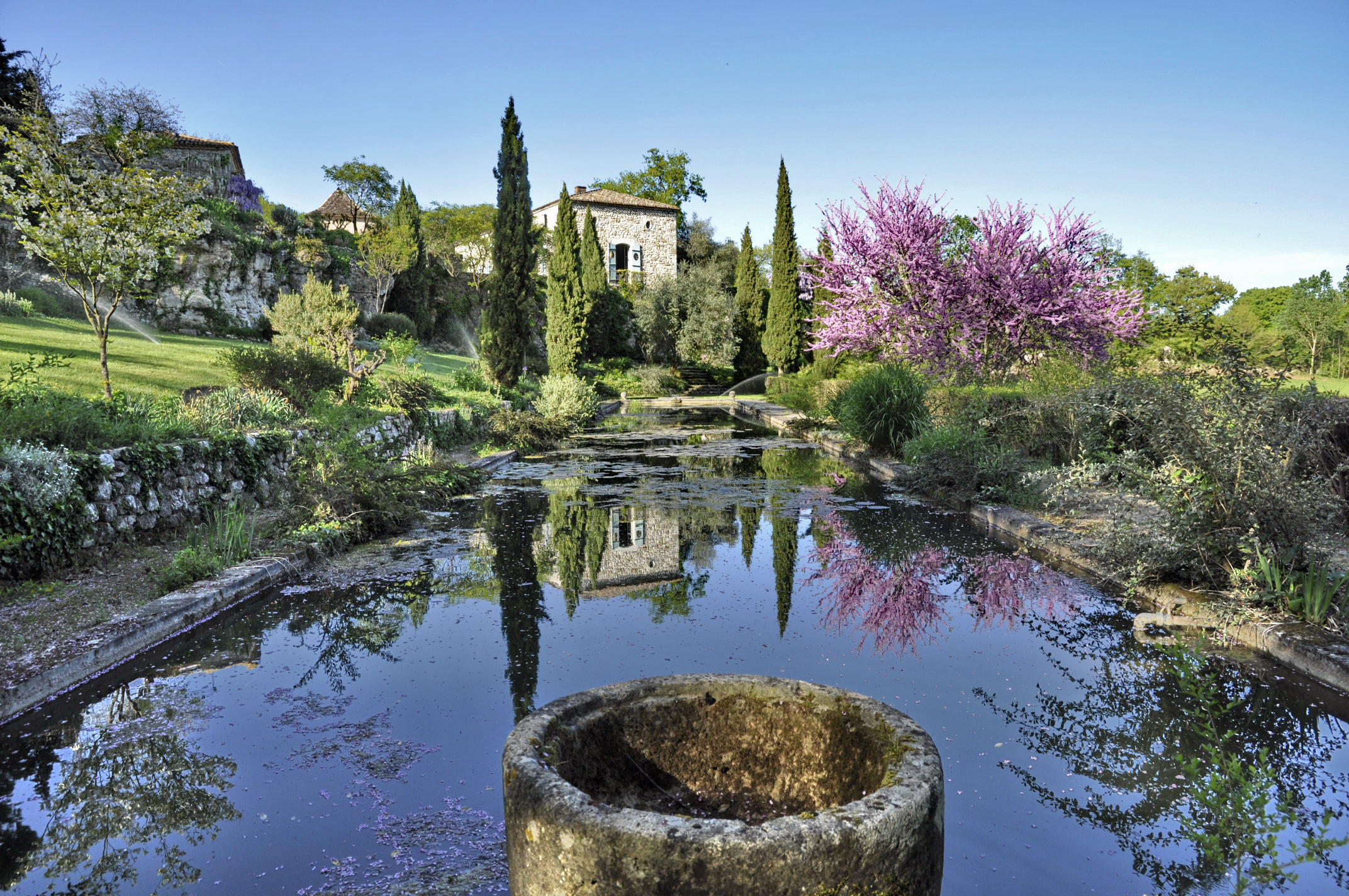
Jardins de Sardy

- Die Pfarrkirche Saint-Martin war ursprünglich ein einschiffiger romanische Bau, der jedoch im 15. Jahrhundert um ein südliches Seitenschiff erweitert wurde. Beide Portale zeigen eindeutig gotische bzw. spätgotische Formen. Die beiden Kirchenschiffe sind durch mächtige Pfeiler voneinander getrennt, haben verschiedene Gewölbe und Fenster von unterschiedlicher Größe. Der Kirchenbau wurde im Jahr 1988 als Monument historique[1] anerkannt.
- Die dreiflügelige Anlage des Château de la Raye (44° 51′ 39″ N, 0° 7′ 32″ O) stammt aus dem 18. Jahrhundert. Der im Privatbesitz befindliche Baukomplex wurde im Jahr 1974 als Monument historique[2] anerkannt.
- Die seit den 1950er Jahren rund um ein Gebäude des 18. Jahrhunderts im toskanischen Stil gestalteten Jardins de Sardy stehen ebenfalls in Privatbesitz. Sie sind jedoch im Sommerhalbjahr für Besucher geöffnet und wurden vom Conseil national des Parcs et Jardins als bemerkenswert (Jardin remarquable) eingestuft.